# Aphyosemion wachtersi
Aphyosemion wachtersi (лат.) — вид лучепёрых рыб из семейства нотобранхиевых (Nothobranchiidae) отряда карпозубообразных.
Вид назван в честь бельгийского исследователя Walter Wachters.

## Внешний вид
Самцы имеют длину 3—4 см, самки помельче. Спинка у самцов оливково-коричневая, нижняя часть боков жёлтая, брюшко бежевое. Бока с зелёно-синим отливом и карминными точками и штрихами, образующими в области жаберных крышек типичный для афиосемионов рисунок. В задней части корпуса карминный крап образует непрерывную линию, оканчивающуюся у хвостового стебля. Спинной и большая часть хвостового плавника покрыты голубоватым налётом с красным крапом. В верхней части анального плавника параллельно корпусу проходит карминная полоска, такая же полоска и на хвостовом плавнике. Ниже неё плавник окрашен в жёлтый цвет. У самок и самцов плавники закруглены.
Самки коричневатые, с более тёмной спинкой и светлым брюшком. На боках и у основания непарных плавников расположены ряды коричневато-красных точек.

## Распространение
Встречается на участках тропических лесов в реке Лесала (система реки Огове, Африка).